# Roque del Espíritu Santo
Roque del Espíritu Santo (Castelo Branco, Ca. 1525 - Lisboa, 1590) fue religioso de la Orden de la Santísima Trinidad, en la que ocupó los oficios de ministro provincial de Portugal, redentor general y comisario general para la Redención. Es el redentor más activo en toda la historia de la Orden Trinitaria.